# Allegany megye (Maryland)
Allegany megye az Amerikai Egyesült Államokban, azon belül Maryland államban található. Megyeszékhelye és legnagyobb városa Cumberland. Lakosainak száma 68 106 fő (2020. április 1.). Allegany megye Somerset, Bedford, Fulton, Washington, Morgan, Hampshire, Mineral és Garrett megyékkel határos.

## Népesség
A megye népességének változása:
| Lakosok száma | 74 985 | 74 495 | 73 869 | 73 521 | 72 528 | 68 106 |
|               | 2010   | 2011   | 2012   | 2013   | 2015   | 2020   |